# Mousa Farawi
Mousa Farawi, né le 22 mars 1998 à Jérusalem, est un footballeur international palestinien qui joue au poste d'arrière droit au National Bank of Egypt SC.

## Biographie
Le 24 janvier 2024, il signe en Égypte avec le club de National Bank of Egypt SC.

### En sélection
Le 19 novembre 2019, Farawi fait ses débuts avec la Palestine lors d'une défaite 2-0 contre l'Ouzbékistan pour les Éliminatoires de la Coupe du Monde 2022.
Le 1er janvier 2024, il est retenu dans l'équipe palestinienne pour la Coupe d'Asie 2023 au Qatar.

## Palmarès
Hilal Al-Quds
- Vainqueur du Championnat de Palestine en 2018 et 2019
- Vainqueur de la Coupe de Palestine en 2018

Shabab Al-Khalil
- Vainqueur du Championnat de Palestine en 2022